# Kinderhospiz St. Nikolaus

Logo des Kinderhospiz St. Nikolaus in Bad Grönenbach, Bayern

Das Kinderhospiz St. Nikolaus befindet sich in Bad Grönenbach, im Landkreis Unterallgäu in Bayern. Es betreut Familien mit Kindern, welche an einer unheilbaren lebensverkürzenden Krankheit leiden. Es wurde im März 2007 eröffnet und ist Mitglied im Deutschen Kinderhospizverein. Es ist das erste Kinderhospiz in Süddeutschland und wird von der Schirmherrin Karin Stoiber unterstützt.

## Ausstattung
Auf einer Fläche von 1.235 m² bietet das Kinderhospiz acht Zimmer für erkrankte Kinder, sowie die gleiche Anzahl an Apartments für Eltern und Geschwister. Daneben existiert noch ein großer Aufenthaltsbereich, eine Wohnküche, ein Snoezelen-, Gymnastik- und Montessori-Raum. Des Weiteren gibt es eine kleine Hauskapelle sowie eine große Gartenanlage.

## Aufgaben
Bereits ab der Diagnose können Kinder, zusammen mit ihren Eltern und Geschwistern, für eine begrenzte Zeit im Kinderhospiz aufgenommen werden. In dieser Zeit bietet das Kinderhospiz Entlastung in der Pflege der Kinder, Betreuung – auch der Angehörigen, medizinisch-pflegerische Versorgung, psychosoziale und spirituelle Unterstützung, sowie Begleitung während des Sterbe- und Trauerprozesses.

## Träger
Alleiniger Träger ist seit 26. Juni 2017 die Süddeutsche Kinderhospiz-Stiftung. Die als gemeinnützig anerkannte Süddeutsche Kinderhospiz-Stiftung dient dem Unterhalt und der Aufrechterhaltung des Betriebs des Kinderhospizes St. Nikolaus. Dank der Finanzierung des Fördervereines Kinderhospiz im Allgäu e.V. und seiner Süddeutschen Kinderhospiz-Stiftung mit Sitz in Bad Grönenbach ist der Betrieb des Kinderhospizes nachhaltig gesichert.

## Süddeutsche Kinderhospiz Akademie
Im Jahr 2007 wurde durch den Verein Kinderhospiz im Allgäu e. V. die Süddeutsche Kinderhospiz Akademie gegründet. Hauptaufgabe der Akademie ist die Fort- und Weiterbildung im Themenbereich der Kinderhospizarbeit. Die Veranstaltungen, bestehend aus Workshops, Seminaren und Kursen finden meistens in den Räumlichkeiten des "Haus der Begegnung" in Bad Grönenbach statt. Die Akademie finanziert sich dabei aus den Teilnehmergebühren und wird durch den Kinderhospizverein unterstützt.